# 아다만트
아다만트(고대 그리스어: αδαμαντ, 라틴어: adamant)는 신화 전설에 나오는 매우 단단한 물질로, 다이아몬드 따위 보석이거나 또는 어떤 종류의 금속이다. 아다만트와 다이아몬드는 고대 그리스어로 "길들일 수 없다"는 뜻의 아다마스토스(αδαμαστος)를 어원으로 공유한다.
고대사에 걸쳐 아다만트는 매우 단단한 물질의 대명사로 사용되었다. 베르길리우스는 타르타로스의 입구는 한 개의 비명지르는 문과 그 문을 보호하는 아다만트로 된 통짜 기둥으로 이루어져 있다고 묘사했다. 헤시오도스의 《신통기》에서는 크로노스가 어머니 가이아에게 대낫을 받아 아버지 우라노스를 거세했는데 이 낫의 날이 아다만트로 되어 있었다고 한다. 또 영웅 페르세우스가 메두사의 목을 벨 때 쓴 하르페도 아다만트로 만들어졌다.
중세에는 아다만트의 단단함과 자철석의 자성이 혼동, 융합되었고 "아다만트"에 자석이라는 뜻이 추가되게 되었다. 라틴어로 "아다마레(adamare)"가 "사랑하다, 서로 달라붙다"는 뜻이었던 점도 이런 잘못된 어원을 부채질했다.  또다른 믿음에서는 아다만트(이때 아다만트는 다이아몬드를 의미)가 자석의 효과를 차단할 수 있다고도 믿었는데 이는 《슈도독시아 에피데미카》 제3장에 거론되어 있다.
오늘날에는 다이아몬드가 가장 단단한 물질의 대명사가 되었고, 아다만트는 잘 쓰이지 않는 문어적 표현으로 전락했다. 현대 영어로 adamant는 "요지부동, 철석같다, 굳세다"는 뜻의 형용사이다.

## 같이 보기
- 애덤 앤트
- 언옵테늄